# Монтанья-Клара

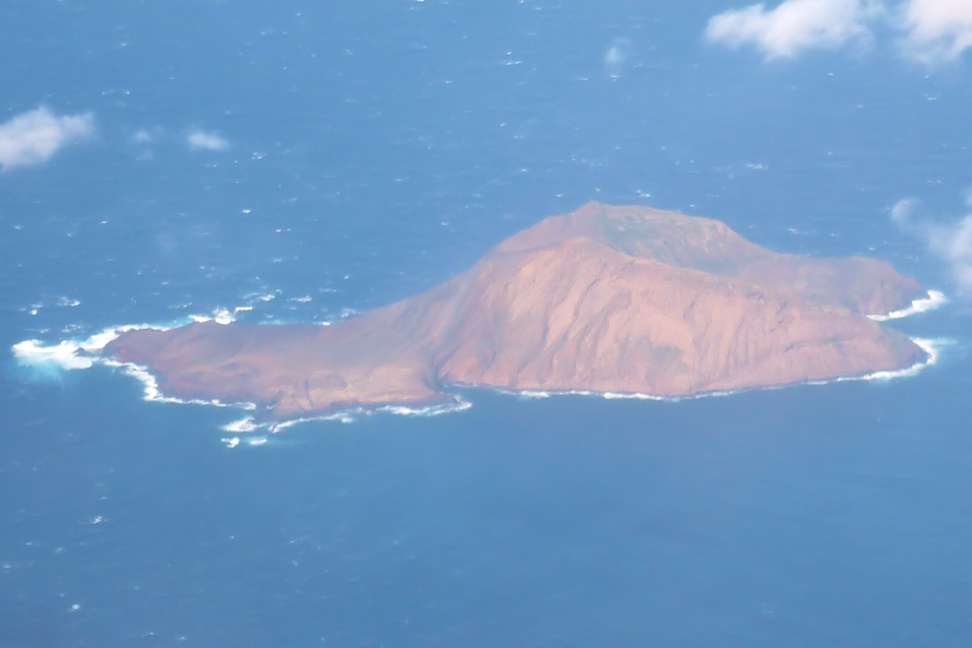
Острів Монтанья-Клара з повітря

Монтанья-Клара (ісп. Montaña Clara) — острів в Атлантичному океані, що належить до архіпелагу Канарських островів.
Знаходиться за 2 км на північний захід від Грасіоса. Є вулканічним островом, цілком складається з вулканічних порід та пісків.
Острів є частиною заповідника та служить притулком для морських птахів. У серпні 2007 року Монтанья-Клара була виставлена на продаж останнім її власником Маріано Лопесом Сокасом, мером невеликого містечка на острові Лансароте. Запитувана ціна — 9 мільйонів євро.